# Can Calet
Can Calet és una casa de Castelló d'Empúries a la comarca de l'Alt Empordà) inclosa a l'Inventari del Patrimoni Arquitectònic de Catalunya. És al nucli històric de la vila de Castelló d'Empúries. Forma cantonada entre la plaça dels Homes, el carrer d'Alfons XIII i el del Punyalet.

## Descripció
Edifici cantoner de planta rectangular, amb la coberta plana utilitzada com a terrat i distribuït en planta baixa, dos pisos i unes golfes a l'extrem de llevant d'aquesta coberta. La façana principal, orientada a la plaça dels Homes, presenta la planta baixa enretirada de la línia de façana que marquen els pisos superiors, deixant un espai de passadís que enllaça amb el porticat que caracteritza la plaça. Actualment està molt transformada amb aparadors comercials. Té un portal d'accés rectangular emmarcat en pedra desbastada i amb la llinda plana. L'espai porticat està cobert per un sostre de biguetes i revoltons, sostingut per dos pilars quadrats bastits amb carreus escairats de pedra.
Al primer pis s'obren quatre finestrals rectangulars decorats amb guardapols emblanquinats, coronats per una rajola de ceràmica vidrada disposada de forma romboidal. Els finestrals tenen sortida a un balcó corregut amb la llosana motllurada i barana de ferro treballat. A la segona planta hi ha quatre finestres balconeres més amb la mateixa decoració que les del primer pis, i petites llosanes de pedra motllurades. La façana està rematada per una cornisa motllurada damunt la qual s'asseu el coronament esglaonat original de l'edifici. Pel que fa a l'entresolat, corresponent a una de les ampliacions més recents que es va construir al coronament esglaonat, presenta dues senzilles finestres balconeres rectangulars. La façana orientada al carrer d'Alfons XIII és força més senzilla i presenta les obertures del primer pis tapiades.
La construcció presenta els paraments arrebossats i pintats de color marró.